# Psychotria dwyeri
Psychotria dwyeri är en måreväxtart som beskrevs av Clement W. Hamilton. Psychotria dwyeri ingår i släktet Psychotria och familjen måreväxter. Inga underarter finns listade i Catalogue of Life.